# Ayaz Soomro
Muhammad Ayaz Soomro, (en urdu:محمد ایاز سومرہ) (Larkana, 31 de diciembre de 1958 - Nueva York, 30 de marzo de 2018) fue un político y abogado pakistaní, quién fue parlamentario de la Asamblea Nacional de Pakistán, entre junio de 2013 y marzo de 2018. Anteriormente había sido miembro de la Asamblea Provincial de Sindh entre los períodos 2002-2007 y 2008-2013. Durante su segundo período en la Asamblea Provisional de Sindh, fue ministro provincial en varias ocasiones en el gabinete de Sindh.

## Primeros años y educación
Nació el 31 de diciembre de 1958 en Larkana, siendo hijo de Sian Khuda Bakhsh Soomro (d. 2015), un profesor de una escuela primaria local.
Obtuvo los títulos de bachelor of arts, bachelor of law y master of arts en la Universidad de Sindh.

## Carrera profesional
Soomro fue abogado de profesión.
Fue miembro de la sede de la Asociación de Abogados de la Corte Suprema de Pakistán en Lakarna, y fue el presidente de la sede local durante 10 años.

## Carrera política
Durante su época estudiantil, fue miembro de la Federación de Estudiantes de los Pueblos, y comenzó su carrera política como consejero del Comité Municipal de Larkana en 1987.
En las elecciones generales de Pakistán de 2002, Soomro obtuvo un escaño en la Asamblea Provincial de Sindh, en representación de la circunscripción PS-37 (Larkana-III) y del Partido del Pueblo Pakistaní (PPP). Obtuvo 29 187 votos y derrotó a Ameer Bux Bhutto, candidato de la Alianza Nacional.
En las elecciones generales de 2008, obtuvo la reelección por la misma circunscripción. Obtuvo 40 770 votos y nuevamente derrotó a Ameer Bux Bhutto. En abril de 2008, fue incluido en el gabinete provincial del Ministerio de Sindh, bajo el liderazgo de Syed Qaim Ali Shah y fue nombrado Ministro Provincial de Leyes de la Asamblea, con las carpetas adicionales de Asuntos Parlamentarios, Deportes y Asuntos Juveniles. En marzo de 2011, fue nombrado Ministro de Leyes y de Asuntos Parlamentarios. En noviembre de 2011, fue Ministro Provincial de Cárcel. En noviembre de 2012, le asignaron las carpetas ministeriales de vivienda y ganado.
Tras las elecciones generales de 2013, Soomro se postuló esta vez, por la Asamblea Nacional de Pakistán, en representación de la cricunscripción NA-204 (Larkana I). Obtuvo 50 118 votos y derrotó a un candidato de la Liga Musulmana de Pakistán (F).

## Muerte
Soomro falleció el 20 de marzo de 2018 en un hospital en Manhattan, Estados Unidos, donde recibía tratamiento médico.